# Protepicorsia bicolor
Protepicorsia bicolor là một loài bướm đêm trong họ Crambidae.